# Alaa Murabit
Alaa Murabit, arabo:آلاء المرابط; (Saskatoon, 26 ottobre 1989), è un medico canadese-libico, attivista per la pace e i diritti delle donne, nota in particolare per l'organizzazione che ha creato in Libia nel 2011, The Voice of Libyan Women, e per essere stata commissario di alto livello delle Nazioni Unite per la salute, l'occupazione e la crescita economica.
Co-fondatrice di The Omnis Institute, un'organizzazione indipendente senza scopo di lucro che mira a lavorare su questioni globali critiche attraverso l'empowerment dei leader locali emergenti, nel 2019 è stata selezionata come una delle 20 persone più influenti al mondo nelle politiche di genere insieme a Ruth Bader Ginsburg, Melinda Gates e Michelle Obama.
Tra i vari premi ricevuti: nel 2013 il Marisa Bellisario International Humanitarian Award dal Presidente della Repubblica Italiana.
È stata inoltre nominata nel 2017 per il Premio Nobel per la pace.

## Biografia
Nata nell'ottobre 1986 a Saskatoon, Saskatchewan, Canada, sesta di undici figli della sua famiglia. Suo padre, un medico, e sua madre sono di origine libica. Nelle sue conferenze, cita l'influenza di questa infanzia insieme ai fratelli, sull'apprendimento della vita comunitaria e sulla necessità di stare a tavola.
All'età di 15 anni, mentre finiva il liceo, la sua famiglia si trasferì in Libia nel 2005,, precisamente a Zawiyah, città natale dei suoi genitori, situata sulla costa mediterranea, nella parte occidentale del Paese. Ha studiato presso la Facoltà di Medicina dell'Università di Zawiya dal 2006 al 2013. All'inizio della guerra civile libica, suo padre si unì quasi immediatamente dalla parte dei ribelli, fornendo cure mediche ai soldati ribelli (e apparendo in un documentario di Sky News, con il giornalista inglese Alex Crawford sotto il nome di M. M). Lei stessa ha lavorato in varie cliniche durante questo periodo.
Ha fondato l'organizzazione The Voice of Libyan Women (VLW) nell'agosto 2011 e ne è stata presidente fino al 2015. Era all'ultimo anno di medicina e credeva che ci fosse un'opportunità per promuovere l'emancipazione delle donne in Libia. Nel 2012 e nel 2013, una campagna di questa organizzazione si è concentrata sui diritti delle donne, sull'uso improprio della religione per negare questi diritti e sul loro ruolo nella pace. The Voice of Libyan Women lavora con una rete di organizzazioni comunitarie e ONG in tutto il paese, tra cui l'ONG Ayadina a Bengasi, le Madri dei Martiri e il Forum delle Donne del Sud. La campagna raggiunge più di 35 città in tutto il paese, da Ghat a sud del confine libico, a Tobruk e El Baida al confine orientale, a Nalut e Ghadames a ovest.

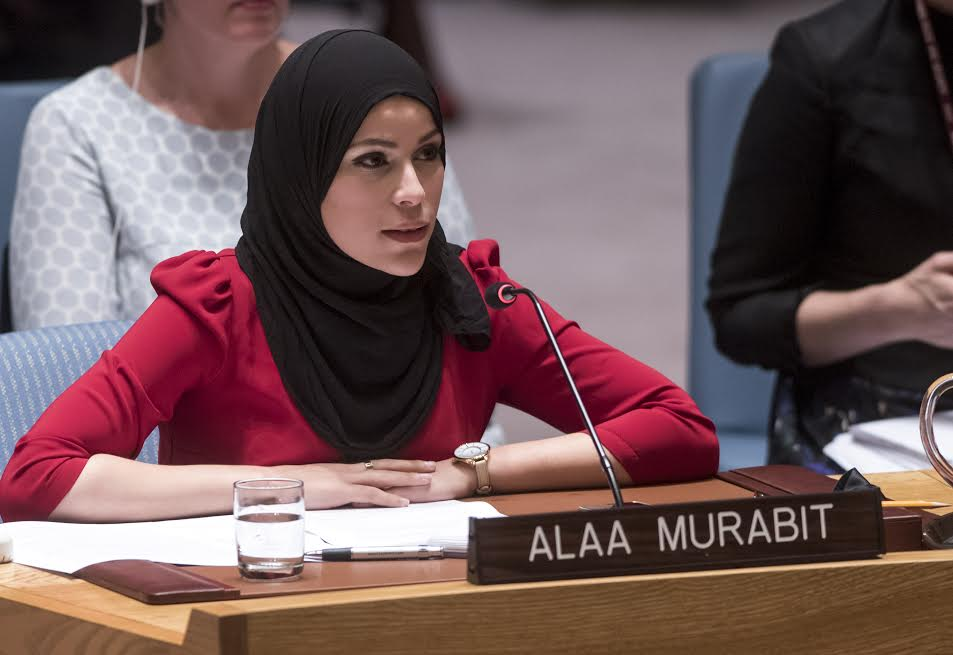
Alaa Murabit si rivolge al Consiglio di Sicurezza delle Nazioni Unite nell'ottobre 2015

Ha partecipato anche a eventi e assemblee internazionali come Women in the World nel 2013 o l'Oslo Freedom Forum nel maggio 2015.
Nel luglio 2014 è stata convocata dal Comitato consultivo delle Nazioni Unite per il monitoraggio dell'attuazione della risoluzione 1325 del Consiglio di sicurezza su donne, pace e sicurezza. È membro ospite di Ashoka da settembre 2014. Lei è inoltre una delle fondatrici dell'iniziativa Everywoman, Everywhere dell'Università di Harvard.

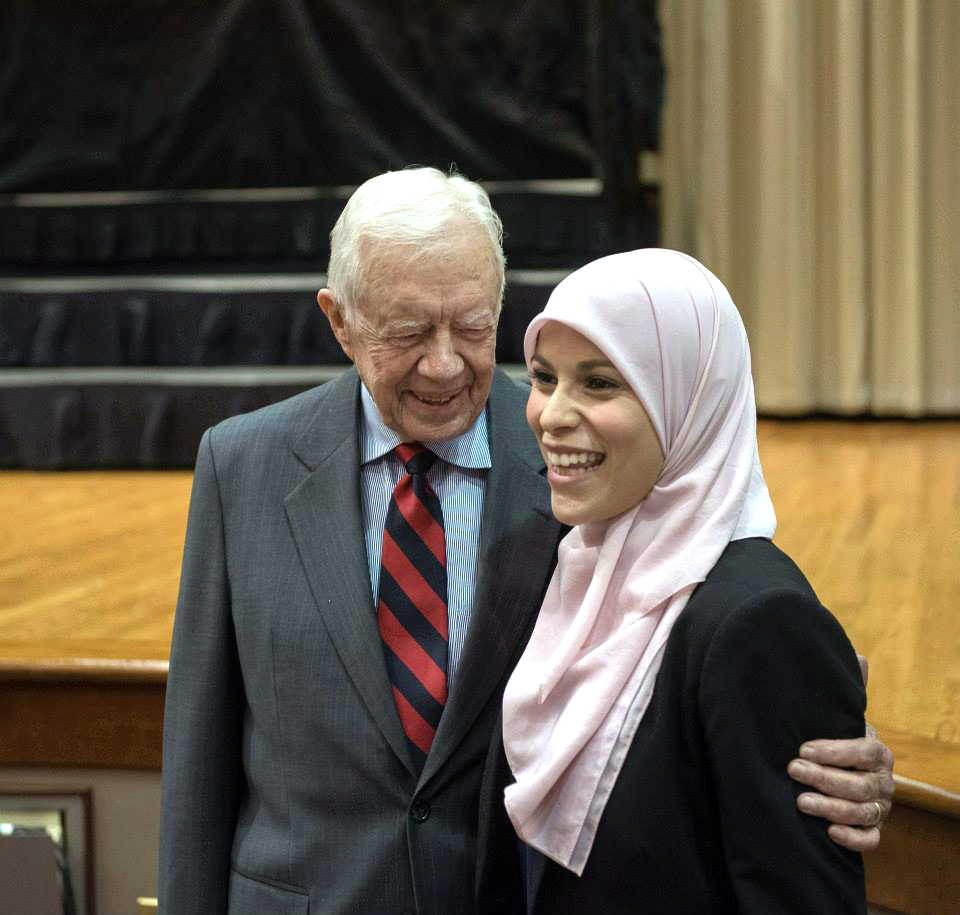
L'ex presidente degli Stati Uniti Jimmy Carter e Alaa Murabit

Nel 2015 ha ospitato TED talks, intitolati: "Cosa dice davvero la mia religione sulle donne", e sottolineando il peso della società e delle tradizioni, e la distorsione del messaggio religioso iniziale, sulla discriminazione contro le donne. Il New York Times ha scelto la sua conferenza tra quelle da seguire a tutti i costi.
Nell'ottobre 2015 è stata invitata a partecipare al dibattito di apertura delle Nazioni Unite dedicato al 15° anniversario della risoluzione 1325 del Consiglio di sicurezza. Nel gennaio 2016 ha fatto parte di un gruppo di 17 eminenti personalità selezionate per assistere il Segretario Generale delle Nazioni Unite in una campagna per promuovere gli "Obiettivi di Sviluppo Sostenibile" e nel marzo 2016 è stata nominata commissario per la salute, l'occupazione e la crescita economica.
È diventata membro del consiglio di amministrazione di diverse ONG, tra cui International Alert e Malala Fund. Continua a partecipare in conferenze internazionali, come il World Economic Forum o la Munich Security Conference. Ha lavorato a un dottorato di ricerca presso il King's College di Londra, in Leadership e Sicurezza.

## Pubblicazioni
Murabit ha scritto articoli per The Boston Globe, Wired, The Carter Center, NewAmerica, Chime for Change, Huffington Post, The Christian Science Monitor e Impakter. È una scrittrice che ha contribuito all'antologia femminista bestseller Feminists Don't Wear Pink (and other lies).